# Dušan Švento
Dušan Švento (Ružomberok, 1 d'agost de 1985) és un futbolista eslovac. La seva posició és la de migcampista, i actualment milita en el FC Köln, d'Alemanya.

## Debut internacional
Va debutar amb la selecció de futbol d'Eslovàquia en un amistós contra la selecció de Malta el 15 d'agost de 2006.

## Futbol anglès
Durant l'estiu de 2007, Švento va debutar en el Derby County de la Premier League anglesa. Després d'una lesió en els lligaments creuats, va anar a cirurgia i va estar lluny del futbol per un any, eliminant qualsevol interès d'altres clubs anglesos.

## Red Bull Salzburg
Va ser transferit al club austríac el 16 de juny de 2009, per una suma de 2.000.000 euros.

## FC Köln
El mes de juliol Dusan signa un contracte per jugar pel FC Köln de la Bundesliga d'Alemanya.

## Clubs
| Club              | País       | Any       |
| ----------------- | ---------- | --------- |
| MFK Ružomberok    | Eslovàquia | 2003-2005 |
| Slavia Praga      | Eslovàquia | 2005-2009 |
| Red Bull Salzburg | Àustria    | 2009-2014 |
| FC Köln           | Alemanya   | 2014-     |